# Boeing
The Boeing Company, krajše samo Boeing, je ameriška multinacionalka s sedežem v Chicagu, ki se ukvarja z dizajnom, proizvodnjo in trženjem zrakoplovov, raket, satelitov, opreme za telekomunikacije ter raketnega orožja, drugotni dejavnosti pa sta tudi najem in tehnična podpora. Boeing je med največjimi izdelovaci letalske in vesoljske tehnike ter tretji največji pogodbeni dobavitelj orožja na svetu (po prihodkih leta 2020), pa tudi največje izvozno podjetje Združenih držav Amerike po vrednosti izvozov. Organizirano je kot delniška družba po zakonodaji zvezne države Delaware, njegove delnice so uvrščene na Newyorško borzo in vključene v borzni indeks Dow Jones Industrial Average. Štiri glavne divizije so: Boeing Commercial Airplanes (BCA), Boeing Defense, Space & Security (BDS), Boeing Global Services in Boeing Capital. 
Podjetje je 15. julija 1916 v Seattlu (Washington) ustanovil William Boeing. Trenutna korporacija je nastala po združitvi s podjetjem McDonnell Douglas 1. avgusta 1997. Predsednik in izvršni direktor Boeinga Philip M. Condit je obdržal ti vlogi v združenem podjetju, nekdanji izvršni direktor McDonnell Douglasa, Harry Stonecipher, pa je postal operativni direktor. Leta 2019 je podjetje zabeležilo 76,6 milijarde USD prodaje in se uvrstilo na 54. mesto lestvice Fortune 500, ki jo sestavljajo pri reviji Fortune. Od leta 2019 je doživljalo večje poslovne težave zaradi prizemljitve potniških letal 737 MAX po dveh odmevnih strmoglavljenjih ter globalnih zapletov z dobavnimi verigami; stanje naj bi se izboljševalo od sredine leta 2022. V bližnji prihodnosti naj bi preselilo sedež v Arlington (Virginija).